# پادشاه گیونگمون
پادشاه گیونگمون (۸۶۱ میلادی تا ۸۶۵ میلادی) (هانگول: 경문왕) (هانجا: 景文王) چهل و هشتمین پادشاه شیلا بود.